# Békés István
Békés István (Debrecen, 1900. augusztus 28. – Budapest, 1982. április 5.) magyar újságíró, író, műfordító, műkritikus, lapszerkesztő, művelődéstörténész, anekdotagyűjtő. Békés András rendező, valamint Rita és Itala színésznők apja. Álnevei: Ménes Lajos, Kara István.

## Életpályája
Békés (Fried) Lipót Lajos férfi divatáru-kereskedő és Mandel Margit fia. Tanulmányait a debreceni piarista gimnáziumban kezdte, majd a református gimnáziumban érettségizett, Bay Zoltánnal és Törő Imrével egy osztályban. Joghallgató, majd bölcsészhallgató volt, ám az egyetemet nem fejezte be. Debrecenben és Budapesten volt újságíró, Berlinben filmkritikus. Dramaturgként dolgozott a Star némafilmgyárban. A Tanácsköztársaság bukása után Szolnokon bebörtönözték. Az 1930-as években baloldali nézetei és cikkei miatt ismét elhallgattatták. 1946-ban megalapította és szerkesztette a Jövendőt, a Magyar–Szovjet Baráti Társaság kiadásában megjelenő hetilapot. 1946 és 1949 között a Magyar Rádió színházkritikai rovatát szerkesztette. 1949 és 1951 között igazgatta a Vidám Színházat. Az 1950-es években ismét félreállították. 1962-ben megjelentette az új magyar anekdoták első és második kötetét és 1966-ban Magyar Ponyva Pitaval című könyvét, amelyben feldolgozta a magyar ponyvairodalom történetét a 18. század végétől a 20. század elejéig. Az egyik kitalálója és megalkotója volt a Szentendrei Teátrumnak, ahol fia, Békés András rendezett. Műfordítóként – többek között – Majakovszkij verseinek első magyar fordítását végezte el.

## Főbb művei
- Békés István–Molnár Miklós: A kétfejű sas prímása. Budapest Irodalmi Intézet, Budapest, 1949.
- Hazádnak rendületlenül! A magyar nép aranykönyve. Tárcák, Budapest, 1955.
- Október magyar hősei. MSZT, Budapest, 1955.
- Petőfi nyomában. Budapest, 1959.
- Új magyar anekdotakincs a századfordulótól a felszabadulásig. Budapest, 1962.
- Legújabb magyar anekdotakincs. Budapest, 1966.
- Magyar ponyva Pitaval. A XVIII. század végétől a XX. század kezdetéig. Budapest, 1966.
- Napjaink szállóigéi. Budapest, 1968, 2. javított, bővített kiadás: Budapest, 1977.
- Szegény ember gazdag városban. Fejezetek Budapest művelődéstörténetéből 1867–1917 között. Budapest, 1973.
- Pest megyei barangolások. Bevezette Lőkös Zoltán. Budapest, 1975.
- A világ anekdotakincse. Budapest, 1975.

## Magyar Rádió
- Kemény Egon – Békés István: „Szabad szívek” (1960) Regényes daljáték 2 részben. Főszereplő: Sándor Judit/Bánki Zsuzsa, Bende Zsolt/Benkő Gyula, Zentay Anna, Horváth Tivadar, Fónay Márta, Agárdi Gábor, Suka Sándor

## Miskolci Nemzeti Színház
- Kemény Egon – Victorien Sardou – Békés István: „Párizsiak New Yorkban” zenés vígjáték. Bemutató: 1960. január 22. Miskolci Nemzeti Színház, Igazgató: Jákó Pál